# Wikinotizie

Il logo originale di Wikinotizie

Wikinotizie è il progetto multilingue di Wikimedia Foundation che si propone come fonte di notizie di attualità alla cui stesura può contribuire chiunque. La sua missione è quella di "creare un ambiente eterogeneo dove i wiki-giornalisti possano diffondere notizie su una vasta gamma di eventi attuali".

## Descrizione
A differenza degli altri progetti di Wikimedia, i contenuti di Wikinotizie sono in gran parte accessibili attraverso la licenza Creative Commons Attribution 2.5.
L'edizione in lingua Italiana, lanciata il 31 marzo 2005, ospita al 2025 più di 12 300 articoli. L'edizione in lingua inglese, al 2025, ne contiene oltre 22 200.